# Croton sublyratus
Croton sublyratus är en törelväxtart som beskrevs av Wilhelm Sulpiz Kurz. Croton sublyratus ingår i släktet Croton och familjen törelväxter. Inga underarter finns listade i Catalogue of Life.